# 作風
| ウィキペディアには「作風」という見出しの百科事典記事はありません（タイトルに「作風」を含むページの一覧/「作風」で始まるページの一覧）。 代わりにウィクショナリーのページ「作風」が役に立つかもしれません。 |